# دانييل بيلون
دانييل بيلون (بالإنجليزية: Daniel Pilon)‏ (و. 1940 – 2018 م) هو ممثل أفلام كندي، ولد في مونتريال، توفي في مونتريال، عن عمر يناهز 78 عاماً.
.

## وصلات خارجية
- دانييل بيلون على موقع IMDb (الإنجليزية)
- دانييل بيلون على موقع ألو سيني (الفرنسية)
- دانييل بيلون على موقع أول موفي (الإنجليزية)
- دانييل بيلون على موقع قاعدة بيانات الأفلام السويدية (السويدية)
- دانييل بيلون على موقع قاعدة بيانات الفيلم (الإنجليزية)
- دانييل بيلون على موقع كينوبويسك (الروسية)